# Властелин колец: Кольца власти (2-й сезон)
Второй сезон американского фэнтезийного телесериала «Властелин колец: Кольца власти», съёмки которого закончились в июне 2023 года, вышел на экраны 29 августа 2024 года. Он включает восемь эпизодов, снятых режиссёрами Шарлоттой Брендстрём, Луиз Хупер и Саной Хамри.

## Сюжет
Действие сериала «Властелин колец: Кольца власти» происходит во Вторую эпоху легендариума Дж. Р. Р. Толкина, за тысячи лет до событий, описанных в «Хоббите» и «Властелине колец». Если в первом сезоне повествование сосредоточено на раскрытии личностей главных героев, то во втором происходит фокусировка на истории Средиземья. Ключевыми событиями сезона стали реинкарнация и возвышение Саурона, изготовление Келебримбором с его помощью колец для гномов и людей, тирания Дурина III в Кхазад-Думе, чудесное спасение Исильдура и обретение им друзей, встреча Незнакомца с Бомбадилом в землях Руна, захват и разрушение Эрегиона армией орков и узурпация власти в Нуменоре канцлером Ар-Фаразоном.

## Список серий
| № общий | № в сезоне | Название                                                         | Режиссёр                       | Автор сценария                            | Дата премьеры    |
| --- | ---------- | ---------------------------------------------------------------- | ------------------------------ | ----------------------------------------- | ---------------- |
| 9 | 1          | «Владыки эльфов под небесным сводом» «Elven Kings Under the Sky» | Шарлотта Брендстрём            | Дженнифер Хатчисон                        | 29 августа 2024  |
| Серия начинается с продолжительной предыстории. Саурон погибает от руки Адара, его бессмертный дух вновь обретает плоть, позже Саурон в образе Халбранда встречается с Галадриэль (это момент, показанный во второй серии первого сезона). Элронд похищает три эльфийских кольца, выкованных Келебримбором, и привозит их верховному королю Гиль-галаду. Тот хочет забрать кольца, чтобы использовать их как инструмент для сопротивления увяданию эльфийской природы. Элронд не соглашается и увозит кольца Кирдану Корабелу, но последний отдаёт их Гиль-Галаду. Верховный король, Галадриэль и Кирдан надевают Кольца Власти, и сила эльфов восстанавливается. Тем временем бородатый человек, упавший с неба, в сопровождении мохноножки Нори Брендифут вступает в восточные пустынные земли Руна. Выясняется, что за героями тайно следует подруга Нори — Поппи Праудфеллоу. По картам Харфута, которые Поппи взяла с собой, путники надеются найти дальнейшую дорогу. Саурон в образе Халбранда возвращается к Адару, рассказывает, что Саурон вернулся, и предлагает отправиться в поход на Эрегион. Адар начинает собирать войско. |            |                                                                  |                                |                                           |                  |
| 10 | 2          | «Там, где звёзды странные» «Where the Stars are Strange»         | Шарлотта Брендстрём Луиз Хупер | Джейсон Кэхилл                            | 29 августа 2024  |
| Извержение Ородруина вызывает землетрясение в королевстве гномов Кхазад-дум, разрушая мосты, дороги и солнечные тоннели. Это приводит к увяданию садов и посевов. Невзирая на голод и недовольство, король Дурин III и принц Дурин отказываются мириться. Галадриэль видит в своих видениях гибель Келебримбора, а потому требует от Гиль-галада направить в Эрегион вооружённый отряд. Король решается на это лишь при условии, что отряд возглавит Элронд. По поручению Элронда Галандриэль подбирает пять опытных эльфийских воинов, включая искусную лучницу Риан. Тем временем в землях Руна Тёмный маг посылает группу всадников, чтобы схватить Незнакомца с его спутницами. Тот благодаря вещему сну находит волшебный посох и вызывает песчаную бурю, рассеявшую погоню. Однако смерч уносит и Нори с Поппи, и Незнакомец отправляется на их поиски. Саурон прибывает в Эрегион в обличье Халбранда, и после того как предупреждённый Галадриэлью Келебримбор не пускает его в город, отказывается уходить, оставаясь у ворот. Когда Келебримбор впускает его во дворец, он представляется Аннатаром, «Владыкой Даров» и посланником Валар, который пришёл помочь выковать новые Кольца Власти для гномов и для людей. |            |                                                                  |                                |                                           |                  |
| 11 | 3          | «Орёл и скипетр» «The Eagle and the Sceptre»                     | Луиз Хупер Шарлотта Брендстрём | Хелен Шан                                 | 29 августа 2024  |
| Элендиль и нуменорцы считают Исильдура погибшим при извержении Ородруина, но ему удаётся выжить. Вырвавшийся из лап орков верный конь Берек находит Исильдура в Лихолесье, где его собираются сожрать гигантские пауки, и помогает хозяину освободиться. По пути в древнюю колонию нуменорцев Пеларгир Исильдур встречает девушку по имени Эстрид, скрывшую от него клеймо Адара. На подходе к городу на героев нападают дикари-разбойники, которым удаётся отобрать коня, но Исильдура с Эстрид спасает сидевший в засаде эльф Арондир. По прибытии в Пеларгир все трое провожают в путь погибшую Бронвин, сын которой Тео отказывается признать эльфа отцом, но обещает вернуть коня Исильдуру. Подкравшись ночью к лесной стоянке грабителей, Исильдур уводит Берека, но дикарей и Тео захватывает в плен неведомая сила. Тем временем вернувшаяся в Нуменор Мириэль понимает, что после смерти отца, короля Тар-Палантира, её власть над островом пошатнулась. Сестра Исильдура Эариен подливает масла в огонь, публично заявив, что королева отправилась в неудачный поход, руководствуясь указаниями эльфийского магического шара палантира. На коронацию Мириэли прилетает Великий Орёл, и сторонник её кузена-канцлера Фаразона лорд Белзагар провозглашает, что это — знак поддержки его патрона. Король гномов Дурин III примиряется с сыном, отправив его с Дисой в Эрегион, где Келебримбор и Аннатар просят у гномов мифрил, чтобы выковать больше Колец Власти. Несмотря на явное недоверие принца к Аннатару, Дурин III предоставляет эльфам необходимое количество металла. |            |                                                                  |                                |                                           |                  |
| 12 | 4          | «Древнейший» «Eldest»                                            | Луиз Хупер Санаа Хамри         | Глениз Маллинз                            | 5 сентября 2024  |
| Отряд во главе с Элрондом и Галадриэль направляется из Линдона в Эрегион. Эльфы натыкаются на разрушенный мост, что вынуждает их пойти по более опасному пути — через Вековечный лес в Бэкланде, где на них нападают выбравшиеся из Упокоищ Умертвия. Тем временем разыскивающий своих спутниц в землях Руна Незнакомец встречает Тома Бомбадила, освободившего его из лап энта. Нори и Поппи, занесённые смерчем на горное плато, встречают юного хоббита-хвата Меримака и находят тайное поселение его сородичей, где их подозревают в связях с Тёмным магом. Предводительница хватов Гундабейл рассказывает Нори историю своего народа, ведущего начало от мохнонога Стура: некогда он покинул земли Руна в поисках Сузата, обители зелёных холмов, которая должна стать новой родиной хоббитов. Отправившись с Исильдуром и Эстрид на поиски Тео, Арондир приходит к выводу, что Эстрид принадлежит к племени порабощённых Адаром дикарей. Ей удаётся вернуть доверие, когда она помогает спутникам выбраться из трясины. В лесу герои встречают двух энтов, Цепкого Корня и Зимнецветку, захвативших Тео и разбойников в отместку за вырубку орками деревьев. Арондир обещает энтам защитить лес, и те освобождают пленников, включая жениха Эстрид Хагена. Элронд и Галадриэль, похоронив погибшего в схватке с Умертвиями спутника, Элронд слышат боевые барабаны войска Адара. Галадриэль отдает кольцо Нэнья Элронду, требуя, чтобы он вернулся в Линдон и предупредил Гиль-галада об опасности. Она одна встаёт на пути орков и после ожесточённой схватки попадает к Адару в плен. |            |                                                                  |                                |                                           |                  |
| 13 | 5          | «Каменные чертоги» «Halls of Stone»                              | Луиз Хупер Санаа Хамри         | Николас Адамс                             | 12 сентября 2024 |
| Получив от Келебримбора кольца, Дурин III прорубает с их помощью в толще горы окна для световых тоннелей. Солнечные лучи озаряют гномьи посевы, и обрадованный народ Кхазад-Дума возносит королю хвалу. В память о союзе с эльфами мастер Нарви вырубает из камня Врата Дурина, Келебримбор высекает на них памятную надпись. Теперь Дурин III намеревается подчинить и другие гномьи царства, сообщив их послам, что передаст им остальные кольца лишь в обмен на половину добываемых горных богатств. Диса, выронив купленный в подарок дочери хрустальный шар, спускается в самый глубокий грот и слышит там рык пробуждающегося балрога. Невзирая на явную опасность, король Дурин требует начать там разработку мифриловых копей. Обеспокоенный состоянием отца принц Дурин расспрашивает Келембримбора о природе выкованных колец. У него появляются подозрения насчёт Аннатара, но тот убеждает Келембримбора в своих добрых намерениях. Аннатар предлагает изготовить кольца и для людей, но Келебримбор против. В процессе изготовления одного из колец эльфийка-кузнец Мирдания делается невидимой, Келембримбору стоит немалого труда вернуть её в этот мир. В Нуменоре Фаразон свергает королеву Мириэль, его сын Кемен устраивает гонения на Верных, разоружив Элендиля и Морскую стражу. После того как Кемен закрывает храм Эру Илуватара и изгоняет жреца, на него нападает Валандиль, которого Кемен подло убивает, обвинив его бывшего командира Элендиля в мятеже. Элронд прибывает в Линдон, требуя от Гиль-галада направить помощь Келембримбору, но тот ему отказывает. К Эрегиону подходит войско орков, везущих в клетке пленённую Галадриэль, но Адар убеждает эльфийку, что она для него не пленница, а союзница. |            |                                                                  |                                |                                           |                  |
| 14 | 6          | «Где он» «Where Is He»                                           | Санаа Хамри                    | Джастин Добл                              | 19 сентября 2024 |
| В Эрегионе возникает беспокойство из-за пропажи окрестных жителей и дозорного отряда (тело одного из воинов найдено с загадочной надписью на груди). Аннатар с помощью магии убеждает эльфов в том, что никакой опасности нет. Мирдания требует раскрыть содержание надписи, Аннатар говорит, что она звучит как «Где он?» В Кхазад-Думе принц Дурин безуспешно пытается отобрать у отца кольцо. Диса встаёт на пути у горных мастеров, вызвав на подмогу стаю летучих мышей. В Нуменоре Элендиля, отказавшегося подчиниться Фаразону, приговаривают к суду Валар, отдав на съедение морскому змею. Во время казни появляется Мириэль и требует заменить ею приговорённого. Следуя букве нуменорских законов, судьи вынуждены подчиниться. Когда королева погружается на дно, чудовище щадит её и выносит на поверхность. К досаде Фаразона и Кемена, Элендиль тут же заявляет о невиновности Мириэль. В землях Руна Нори советует Гундабейл сопротивляться людям Тёмного мага, а Поппи заводит шашни с Меримаком. Том Бомбадил приводит Незнакомца к засохшим деревьям, из веток которых можно сделать волшебный посох. Когда его гость беспокоится о судьбе девушек-мохноногов, Том требует от него сделать выбор между полуросликами и обучением искусству магии. Адар излагает Галадриэль свои планы на Эрегион и Аннатара, показав ей корону Моргота, но когда эльфийка выступает против штурма города, приказывает снова заковать её в цепи. Орки бомбардируют Эрегион с помощью камнемётов. |            |                                                                  |                                |                                           |                  |
| 15 | 7          | «На смерть обречённые» «Doomed to Die»                           | Шарлотта Брендстрём            | Дж. Д. Пейн, Патрик Маккей и Джастин Добл | 26 сентября 2024 |
| Орки обстреливают из требушетов расположенные за Эрегионом горы, вызвав оползень, который перекрывает реку Сираннон. Это позволяет Адару начать штурм города. Элронд прибывает в Кхазад-Дум, где просит помощи у принца Дурина. Тот прерывает блокаду мифриловой шахты. Келебримбор заканчивает изготовление Колец Власти для людей, но потом прозревает и понимает, что стал жертвой чар. Аннатар признаётся ему, что подмешивал к сплаву свою кровь. Келебримбор приказывает арестовать Аннатара, но тот убеждает воинов в безумии правителя. Обманутая Мирдания пытается остановить Келебримбора, но гибнет, сброшенная им со стены. Из Линдона прибывает конное войско Элронда, Адар выставляет перед ним заключённую в клетке Галадриэль. Во время переговоров с эльфом он угрожает смертью заложницы, но Элронд, отказавшись от перемирия и попрощавшись с Галадриэль, незаметно передаёт ей отмычку. Ночью Галадриэль бежит из лагеря орков, встречает в лесу Арондира и с ним пробирается в Эрегион через потайной ход. Келебримбор отрубает себе палец, освободившись от оков, и передаёт эльфийке выкованные кольца, но сам отказывается покинуть город. Эльфы расстреливают орков со стен из луков и разрушают их осадные машины. Однако гномы так и не появляются, а раненый посланец сообщает, что Дурин III отказался отправить армию к Эрегиону. Смертельно раненой Риан удаётся поджечь орочью «машину-разрушитель», но Адар приводит свежие силы и выпускает тролля, который ценой своей жизни разрушает городские укрепления. Орки врываются в Эрегион, Адар пронзает Арондира кинжалом и забирает у поверженного Элронда эльфийское кольцо. |            |                                                                  |                                |                                           |                  |
| 16 | 8          | «Пламя и тень» «Shadow and Flame»                                | Шарлотта Брендстрём            | Дж. Д. Пейн и Патрик Маккей               | 3 октября 2024   |
| Дурин III пробивает проход в богатую мифриловую шахту, где на него нападает балрог. После гибели короля трон занимает принц Дурин. Из-за траура он отправляет на подмогу Эрегиону лишь отряд гномов-арбалетчиков во главе с Нарви. Тем временем Саурон пытает и казнит Келебримбора, а орки разоряют город. Лишь немногих жителей уводит по подземному ходу Галадриэль, после чего сдаётся ради их спасения Адару, который возвращает ей кольцо Нэнья. Урукхаи, взяв в плен Гиль-галада, Элронда и раненого Арондира, врываются в башню, где Саурон накладывает на них свои чары. Вернувшись в лесной лагерь, они предательски убивают Адара, и Саурон получает собственную армию. Галадриэль вызывает его на поединок, Саурону удаётся тяжело ранить её, сбросив со скалы и отобрав выкованные для людей кольца, но Нэнья остаётся у Галадриэли. В землях Руна Тёмный маг захватывает селение хватов, взяв в заложницы Нори и Поппи, и когда там появляется Незнакомец, требует от него подчинения. Получив отказ, маг вызывает обвал, уничтожающий деревню, но Незнакомец останавливает летящие камни. Он обретает свой посох, взяв обломившуюся ветвь выращенного Гундабейл дерева, а хваты в благодарность нарекают его «Большим Эльфом» — Гэндальфом, о чём он, попрощавшись с Нори, рассказывает Тому Бомбадилу. В Нуменоре Фаразон устраивает резню Верных, арестовав королеву, но предупреждённому Эариен Элендилю удаётся скрыться. Фаразон отправляет Кемена за море занять Пеларгир. Прибыв в колонию, Кемен встречает Исильдура, рассказывает ему о перевороте и забирает его на свой корабль. Он сообщает недовольным жителям о намерении строить с их помощью крепость. Освобождённые гномами Гиль-галад, Элронд и Арондир находят Галадриэль, исцелив её с помощью эльфийских колец. Гиль-галад и Галадриэль собирают выживших эльфов в долине Ривенделл, призвав их сражаться с Сауроном. |            |                                                                  |                                |                                           |                  |

## В ролях
Основной состав
- Чарли Викерз — Саурон / Аннатар[6]
- Морвед Кларк — Галадриэль
- Роберт Арамайо — Элронд
- Бенджамин Уокер — Гиль-галад
- Дэниел Уэйман — Гэндальф / Незнакомец
- Киаран Хайндс — Тёмный маг
- Маркелла Кавена — Эланор «Нори» Брэндифут
- Меган Ричардс — Поппи Праудфеллоу
- Чарльз Эдвардс — Келебримбор
- София Номвете — Диса
- Оуайн Артур — Дурин IV
- Питер Маллан — Дурин III
- Ллойд Оуэн — Элендиль
- Максим Болдри — Исильдур
- Тристан Гравелль — Фаразон
- Синтия Аддай-Робинсон — Мириэль
- Исмаэль Крус Кордова — Арондир
- Тайро Махафидин — Тео

Второстепенный состав
- Джек Лауден — Саурон
- Бен Дэниелс — Кирдан Корабел
- Сэм Хэзелдайн — Адар
- Николас Вудесон — Диармид
- Джефф Моррелл — Вальдрег
- Амелия Кенуорти — Мирдания
- Кевин Элдон — Нарви
- Алекс Таррант — Валандиль
- Эма Хорват — Эариен[7]
- Леон Уодэм — Кемен
- Уилл Кин — Белзагар
- Ниа Тоул — Эстрид
- Рори Киннир — Том Бомбадил
- Джим Бродбент — Цепкий Корень (озвучка)
- Оливия Уильямс — Зимнецветка (озвучка)
- Кэлам Линч — Камнир
- Гави Сингх Чера — Меримак
- Таня Муди — Гундабель

Приглашённый состав
- Роберт Стрэндж — Глуг
- Ясен Атор — Бранк
- Арки Рис — Килта
- Брайди Сиссон — Обитатель
- Стюарт Боуман — Бардук
- Уильям Чабб — Верховный жрец
- Бенджамин Уокер и Джейсон Смит — Дамрод (озвучка)
- Гэбриел Акувудике — Хаген
- Чарли Рикс — Ворохил
- Селина Ло — Риан
- Оливер Алвин-Уилсон — Даемор
- Райа Ярбро — Золотинка (озвучка)

## Производство и релиз
Изначально, когда Amazon Studios купил права на произведения Толкина, предполагалось, что новый сериал станет многосезонным, но каждый новый сезон тем не менее нуждался в дополнительном одобрении. В ноябре 2019 года, когда шла работа над первым сезоном «Властелина колец: Колец власти», стало известно, что параллельно разрабатывается второй сезон. Планировалось, что после съёмок двух первых серий в съёмочном процессе наступит перерыв, и команда сценаристов во главе с шоураннерами и исполнительными продюсерами Джоном Пейном и Патриком Маккеем подготовит основную часть сценария второго сезона.
12 августа 2021 года стало известно, что съёмки второго сезона пройдут в Великобритании, куда будут перевезены все декорации из Новой Зеландии, со съёмок первого сезона. Съёмки планировалось начать во втором квартале 2022 года на площадках киностудии «Брей» (графство Беркшир) и бывшей авиабазы «Бовингдон» (графство Хартфордшир). В итоге они начались 4 октября 2022 года и закончились в июне 2023 года. Снимали сезон Шарлотта Брэндстрём, Сана Хамри и Луиз Хупер.
В декабре 2022 года стало известно, что Адара во втором сезоне сыграет не Джозеф Моул, а Сэм Хэзелдайн. Тогда же к касту присоединились Гэбриел Акувудике, Ясен Атор, Бен Дэниелс, Амелия Кенуорти, Ниа Тоул и Николас Вудесон. Спустя неделю было подтверждено участие ещё восьми актёров: Оливера Алвина-Уилсона, Стюарта Боумана, Гави Сингх Чера, Уильяма Чабба, Кевина Элдона, Уилла Кина, Селины Ло и Кэлама Линча. В марте 2023 года роли в шоу получили Киаран Хайндс, Рори Киннер и Таня Муди. Киннер сыграл Тома Бомбадила, а Хайндс — Тёмного мага с Востока. В мае 2024 года стало известно, что Назанин Бониади не появится во втором сезоне и замена на роль Бронвин не планируется. Ниа Тоул сыграла подругу Исильдура по имени Эстрид. В июле 2024 года выяснилось, что Бен Дэниелс сыграл Кирдана Корабела. Немного позднее стали известны роли ещё нескольких персонажей: Нарви, Мирдании, Камнира и Риан. Джим Бродбент и Оливия Уильямс озвучили энтов. Таня Муди и Гави Сингх Чера сыграли хватов, представителей одного из трёх племён хоббитов, Джек Лауден — раннюю версию Саурона во времена после падения Моргота.
Премьера второго сезона с самого начала ожидалась не ранее 2024 года. При этом создатели шоу, отвечая в октябре 2022 года на критику первого сезона, заявили, что работа над вторым сезоном продлится как минимум несколько лет. Их главной целью было сделать «больше и лучше на каждом уровне». Показ второго сезона начался 29 августа 2024 года на сервисе Amazon Prime Video. Последняя серия вышла 3 октября.

## Оценки
Рейтинги второго сезона «Колец власти» оказались намного ниже, чем у первого, из-за чего даже появились слухи о скором закрытии сериала. Отзывы критиков были неоднозначными. Так, Инар Искендирова («Мир фантастики») написала в своей рецензии, что второй сезон снят лучше первого, но всё же не может считаться качественной экранизацией Толкина. Она высоко оценила усложнение образа Саурона, развитие сюжетных линий, связанных с кольцами власти и с гномьим королевством, но сочла абсолютно неинтересной линию Незнакомца и мохноножек. «Главной проблемой проекта, — уверена Искендирова, — по-прежнему остаются эльфы», которые ведут себя нелогично и не вызывают никакой симпатии, а Бенджамин Уокер, появляющийся в образе Гиль-галада, к тому же «играет удивительно плохо».
«Сценаристам „Колец власти“ катастрофически не хватает опыта, чтобы развить удачные идеи и компенсировать недостатки более слабых, но необходимых для общей истории сюжетных линий, — говорится в рецензии. — Все сцены развиваются самыми стереотипным, самым клишированным образом. Зритель даже с минимальной насмотренностью может угадать финал каждой сцены уже через минуту после ее начала. Панчлайны шуток тоже предсказываются так легко, что вызывают вместо смеха лишь зевоту».
Иван Киляков (портал «После титров») считает, что во втором сезоне авторы сериала делают те же ошибки, что и в первом, заставляя персонажей думать и действовать в духе психологического реализма, упрощая эльфов, сводя идейную сторону сюжета к набору банальностей. По словам критика, «шесть сюжетных линий, рассказанных как будто впопыхах и связанных друг с другом весьма неочевидным образом, постоянно перемежаются, периодически исчезают, рассеивая внимание, кажется, даже наиболее преданных зрителей». Досмотрев второй сезон, Киляков охарактеризовал «Кольца власти» как «дорогой фанфик», «сериал значительных неудач, тяжёлых промахов, дурацких кастинговых решений, откровенно глупых сцен».